# Коноэ Сакихиса
Коноэ Сакихиса (яп. 【近衞前久】 このえさきひさ; 1536 (Тембун 5) — 7 июня 1612 (Кейтё 17.5.8)) — японский аристократ из рода Коноэ из династии Фудзивара ветки регентов. Поэт, знаток японской и китайской классики. Сын Коноэ Танэйе. Временный средний государственный советник (с 1542), временный старший государственный советник (с 1545), левый старший генерал (1546—1553), дворцовый министр (1547—1553), правый министр (1553—1554), императорский советник и старший династии Фудзивара (1554—1557), левый министр (1555—1557) и большой государственный министр (1582). Поддерживал политику Оды Нобунаги по объединению Японии. После 1582 стал монахом под именем Рюдзан (【竜山】), жил в монастыре Гинкаку-дзи в Хигасияме. Враждовал с Тоётоми Хидэёси, был союзником Токугавы Иэясу. Другие имена — «Коноэ Харуцугу» (【近衞晴嗣】, 1540—1555), «Коноэ Сакицугу» (【近衞前嗣】, с 1555—1562).